# Rheinisch-Bergische Eisenbahn-Gesellschaft
Die Rheinisch-Bergische Eisenbahn-Gesellschaft (kurz RBE) war ein 2006 aufgelöstes Eisenbahnverkehrsunternehmen (EVU), das im Schienenpersonennahverkehr in Nordrhein-Westfalen tätig war. Sie war Betreiber der S-Bahnlinie 28 der S-Bahn Rhein-Ruhr. Heute heißt der aus dem Unternehmen hervorgegangene Geschäftsbereich von Transdev Rheinland Rheinisch-Bergische Eisenbahn.

## Geschichte

Heutiges Logo der Transdev-Marke RBE Rheinisch-Bergische Eisenbahn

Das Unternehmen wurde in den 1990er Jahren als Tochterunternehmen der Frankfurter Deutschen Eisenbahn-Gesellschaft (DEG) eigens für den von der Regiobahn GmbH 1993/1994 ausgeschriebenen Betrieb der neuen S-Bahn-Linie S 28 zwischen Kaarst und Mettmann gegründet, nachdem die DEG die Ausschreibung gewonnen hatte. Erster Geschäftsführer und Betriebsleiter der RBE wurde 1999 Hans-Peter Niessen, der zuvor bei der Dürener Kreisbahn Betriebs- und Marketingleiter war. Ab 1999 diente die neue Regiobahn-Betriebshalle in Mettmann als Unternehmenssitz. Die RBE kümmerte sich in der Anfangszeit mit ihren damals vier Mitarbeitern auch um die Abnahme der neuen Talent-Triebwagen von der Waggonfabrik Talbot. Am 1. Januar 2000 wurde die DEG und damit auch deren Tochter RBE vollständig vom französischen Konzern CGEA-Connex übernommen, der zuvor als Compagnie générale d'entreprises automobiles (CGEA) bereits seit 1997 60 % der Anteile an der DEG hielt und zum Mischkonzern Vivendi gehörte. Der Auftritt der RBE entsprach in den Folgejahren dem der anderen Connex-Unternehmen. Nachdem Vivendi Environnement, in dem u. a. die Verkehrsaktivitäten von Vivendi gebündelt waren, 2000 in Veolia Environnement umbenannt worden war, wurde im November 2006 wurde die Rheinisch-Bergische Eisenbahn-Gesellschaft mit der Schwestergesellschaft Taeter Aachen zu Veolia Verkehr Rheinland verschmolzen. Die RBE wurde dabei von Taeter übernommen und in der Folge gelöscht.
Nach der Fusion von Veolia Transport mit Transdev ist RBE Rheinisch-Bergische Eisenbahn eine eingetragene Marke von Transdev Regio.

## Geschäftszweck

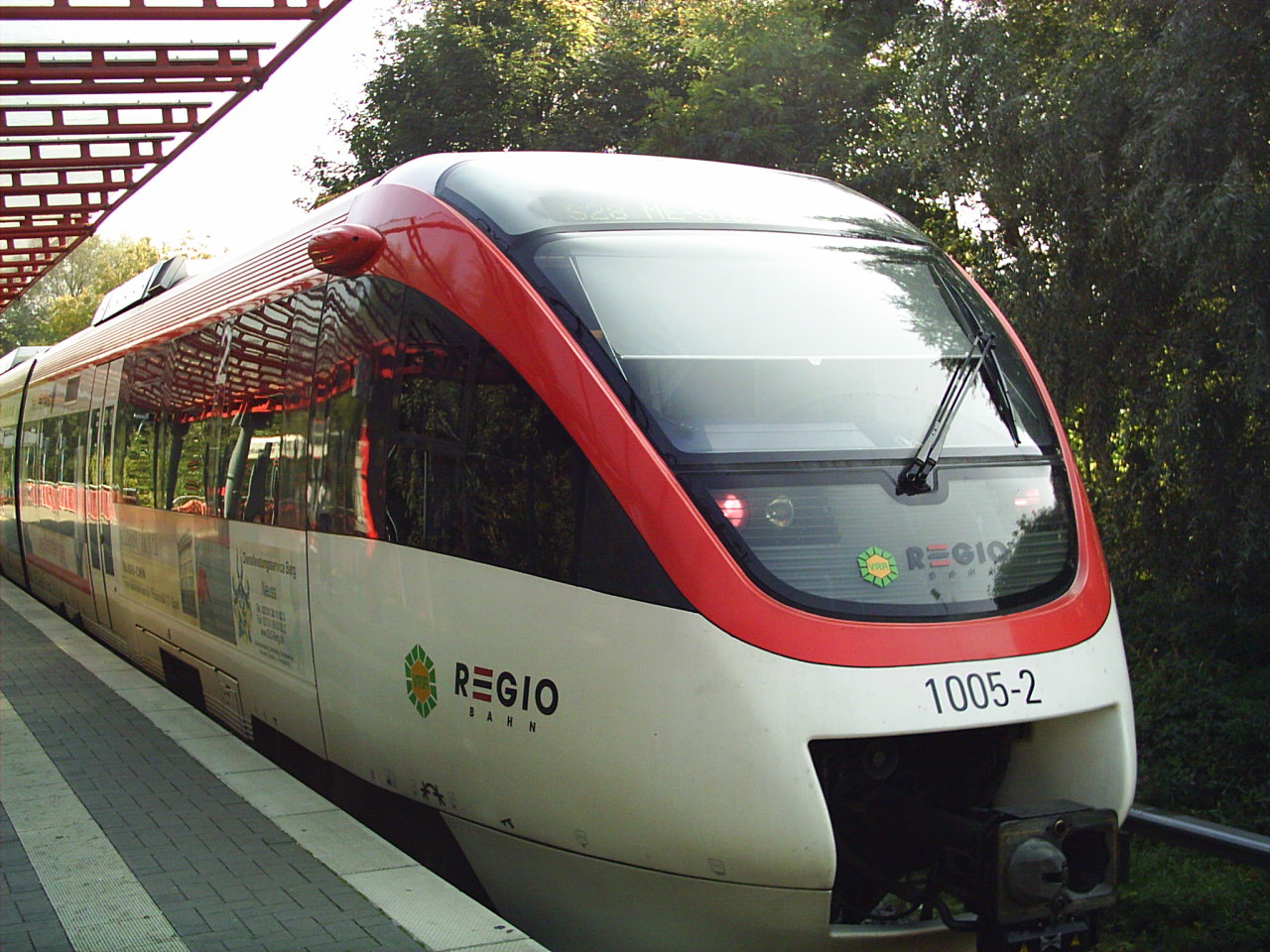
Mit dem Bombardier Talent betrieb die RBE die S 28 der Regiobahn

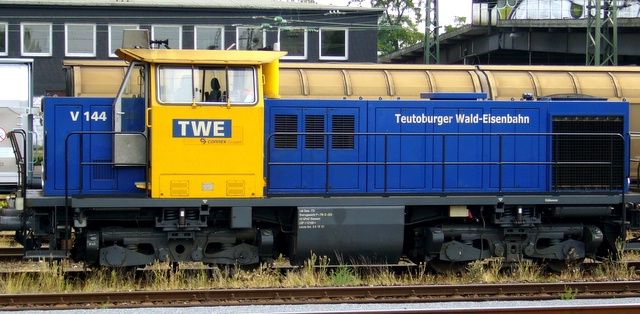
Mit den Baureihen MaK G 1205 BB und MaK G 1206 betrieb die RBE für die TWE Güterverkehrsleistungen im Ruhrgebiet und in Düsseldorf.

### Personenverkehr
Die RBE betrieb ab dem 26. September 1999 die 34 km lange und von Kaarster See über Neuss Hbf und Düsseldorf Hbf nach Mettmann Stadtwald verkehrende Linie S 28 der S-Bahn Rhein-Ruhr im Zwanzig-Minuten-Takt.
Auftraggeber war die Regiobahn Fahrbetriebsgesellschaft mbH, an der die Anliegergemeinden beteiligt sind.

### Güterverkehr
In der Sparte Güterverkehr betrieb die RBE im Auftrag der Teutoburger Wald-Eisenbahn Güterverkehrsleistungen im Bereich Düsseldorf, Duisburg und Umgebung. Regelmäßig verkehrten Züge vom Vallourec-Werk in Düsseldorf-Rath zum Rangierbahnhof Duisburg-Ruhrorter Häfen.